# Гряда (Львівський район)
Гряда́ — село в Україні, у складі Львівської міської громади, підпорядковується Львівській міській раді, як частина Шевченківського району м. Львова, Львівського району, Львівської області. Біля села (на півночі) протікає річка Млинівка.

## Історія та географія
Село Гряда (пол. Grzęda) разом з Вількою Грядецькою (нині Воля-Гомулецька), Гомульцем (Гамульцем, тепер Воля-Гомулецька) і Ситиховом належало до Львівського повіту.
Гряда знаходиться за 12 км на північ від Львова і 4 км на північ від Дублян, на самому кордоні Львівського та Жовківського повітів.
Назва Гряда, швидше всього походить від слова "Град", огломерація цієї території колись входила в об'єднання "Червенських городів",котрі були частиною "Велико Моравської держави". 
Вілька Грядецька віддалена на 3 км на захід від Гряди, Гомулець 1 км на пд.-зах. від Вільки, а Ситихів — на 5 км на схід від Гряди.
Всі ці населені пункти лежать на вузькій височині, утворюючи частину Жовківського Розточчя, що тягнеться з заходу на схід, і оточені від півночі вузькою і підмоклою долиною потоку Недільчина, а від півдня дещо ширшою, також болотистою долиною Старої Ріки. Західна частина цієї височини називається Бучина (висотою 355 м) і переходить до колишнього Жовківського повіту, де ще більше розширюється. На схід височина звужується і щораз більше знижується так, що Грядна гора (на південь від Гряди) має висоту тільки 277 м; гора Клин, яка міститься на схід від попередньої, спадає до 270 м, а Ситихів, розміщений на східному найвищому краї височини, має висоту лише 254 м над рівнем моря.
Поселення Гряда відоме з 1500 року. Довгий час ці землі були королівщиною.
Грядецький маєток (Гряда, Вілька Грядецька, Гомулець, Ситихів) належав перше до Дроговизького староства (люстрація з 1765 року), але був у володінні брацлавського та київського воєводи Станіслава Любомирського.
У 1781 Гряду з околицями в австрійського уряду купила княгиня Людвіка Любомирська з Потіїв (померла в 1786), дружина Станіслава Любомирського (1704—1793).
У руках Любомирських Гряда з околицями (Вілька Грядецька, Гомулець і Ситихів) була недовго — вже 1806 року Любомирські продали маєток шляхтичу-правнику Ігнацію Червінському (одному з перших галицьких етнографів і краєзнавців, досліднику Бойківщини). Деякі свої публікації Червінський підписував криптонімом «З Гряди». Він керував маєтком у Гряді до 1822, потім, розділивши його між синами, Рудольфом і Яном, відійшов від господарських справ. Невдале господарювання синів Червінського призвело до продажу грядівського маєтку 1829 року.
За наступні 110 років (до вересня 1939) село ще кілька разів змінювало власників.
Кількість будинків у 1880 році становила: в Гряді — 128 (716 жителів), у Ситихові — 28 (196 жителів); у Вільці з Гомульцем — 57 (269 жителів). Значну частину жителів становили греко-католики, також було 220 римо-католиків (греко-католицька парафія була в селі, римо-католицька — в Костеєві). В Гряді була 1-класна школа і ґмінна кредитна каса (з капіталом у міжвоєнний період 1106 злотих). У 1870—1875 у селі діяла школа вирощування льону, перенесена потім до Городка). Всі ці населені пункти належали раніше до королівської власності.
Наприкінці 19 — на початку 20 ст. більшість мешканців села були москвофілами.

## Маєток у Гряді
Маєток у Гряді — це невеликий двоповерховий палац, палацова каплиця та чотири стовпи брами. Довкола маєтку є сліди досить потужних валів, а також залишки парку зі старими деревами.
Останній власник маєтку, Каєтан Чарковський-Голейовський (Kaetan Czarkowski-Golejowski), мешкав тут перед початком Другої світової війни неповні два роки. Він встиг привезти в свій маєток багато цінних предметів мистецтва: мальовничі полотна, серед яких дві картини Юліуша Коссака, два старих пейзажі голландської школи, куплених у Дідушицьких, скульптури, а також високохудожні твори декоративного мистецтва.
За радянської влади палац перетворили на багатоквартирний житловий будинок. Нині він перебуває в жалюгідному стані та поволі руйнується.

## Населення

### Мова
Розподіл населення за рідною мовою за даними перепису 2001 року:
| Мова       | Кількість | Відсоток |
| ---------- | --------- | -------- |
| українська | 1217      | 99.67%   |
| російська  | 3         | 0.25%    |
| румунська  | 1         | 0.08%    |
| Усього     | 1221      | 100%     |

## Уродженці
- Андрій (Пешко) — єпископ Української православної церкви в Канаді
- Попович Володимир Романович (16.04.1985 - 11.07.2014) — солдат 24 ОМБр. Збройних сил України, загинув 2014 року під с. Зеленопілля, суч. Довжанського району, Луганської області. Поховали захисника 19.11.2014 в с. Гряда.

### Фотографії (2012р.)

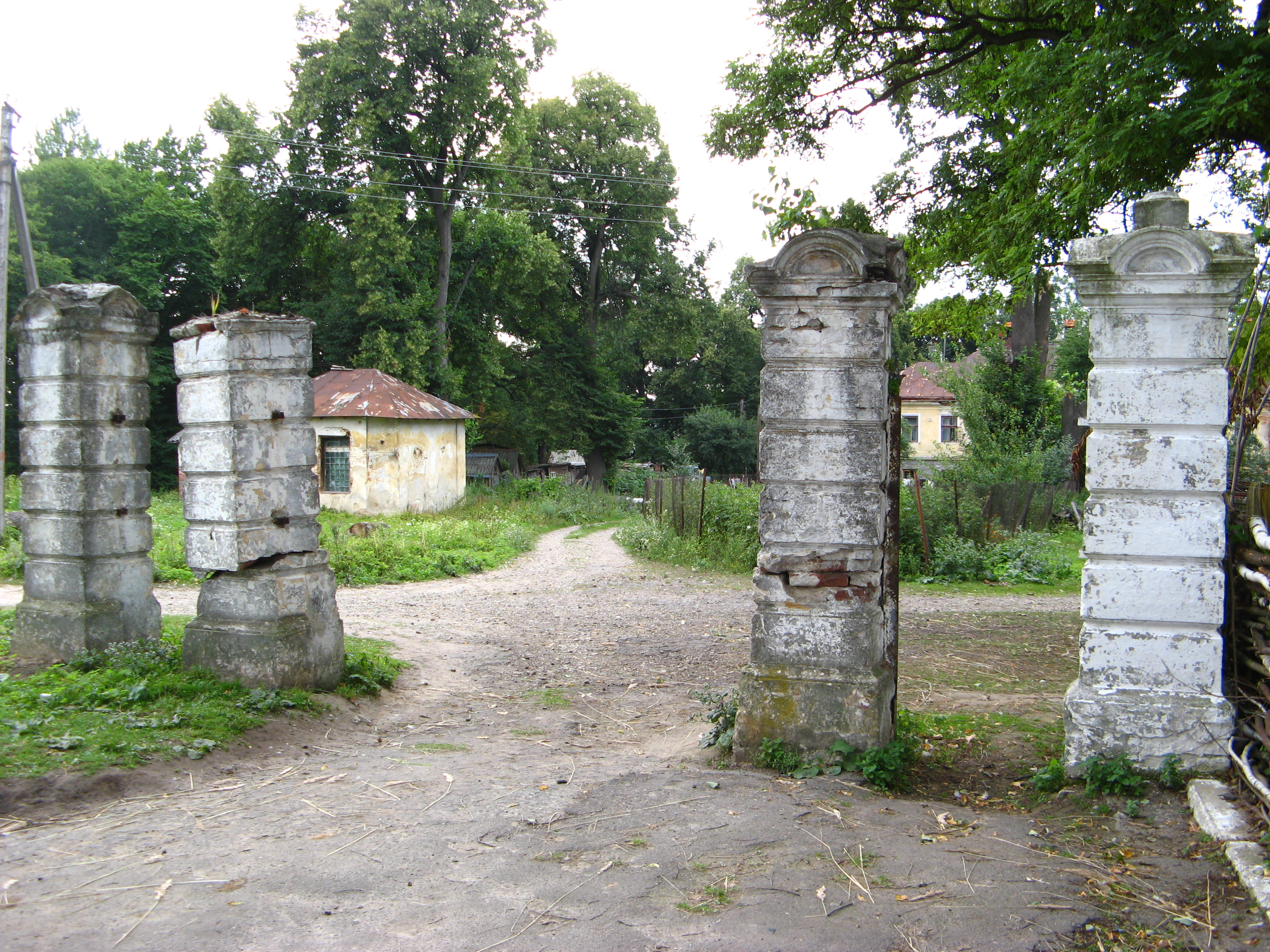
В'їзна брама до маєтку
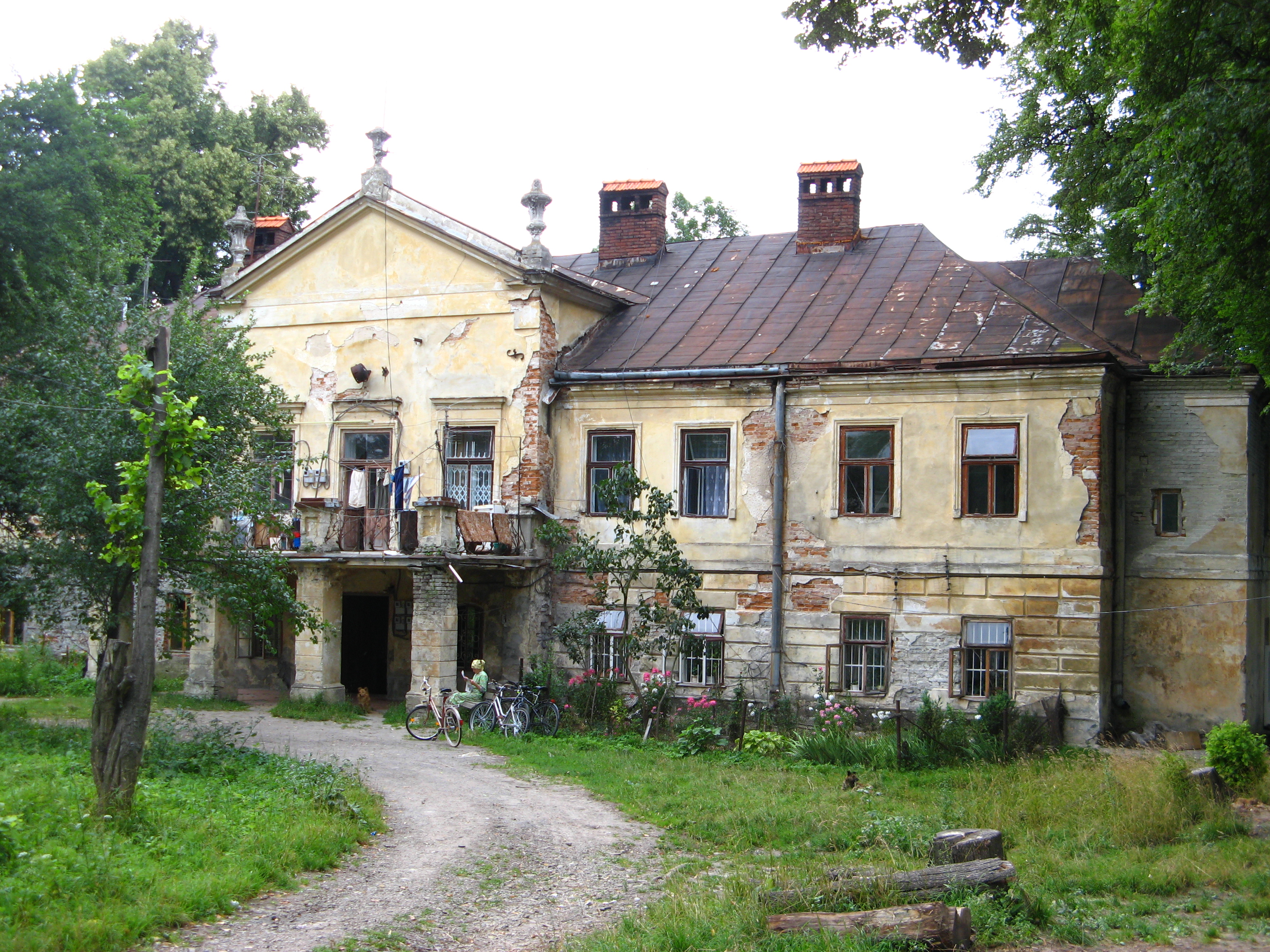
Палац
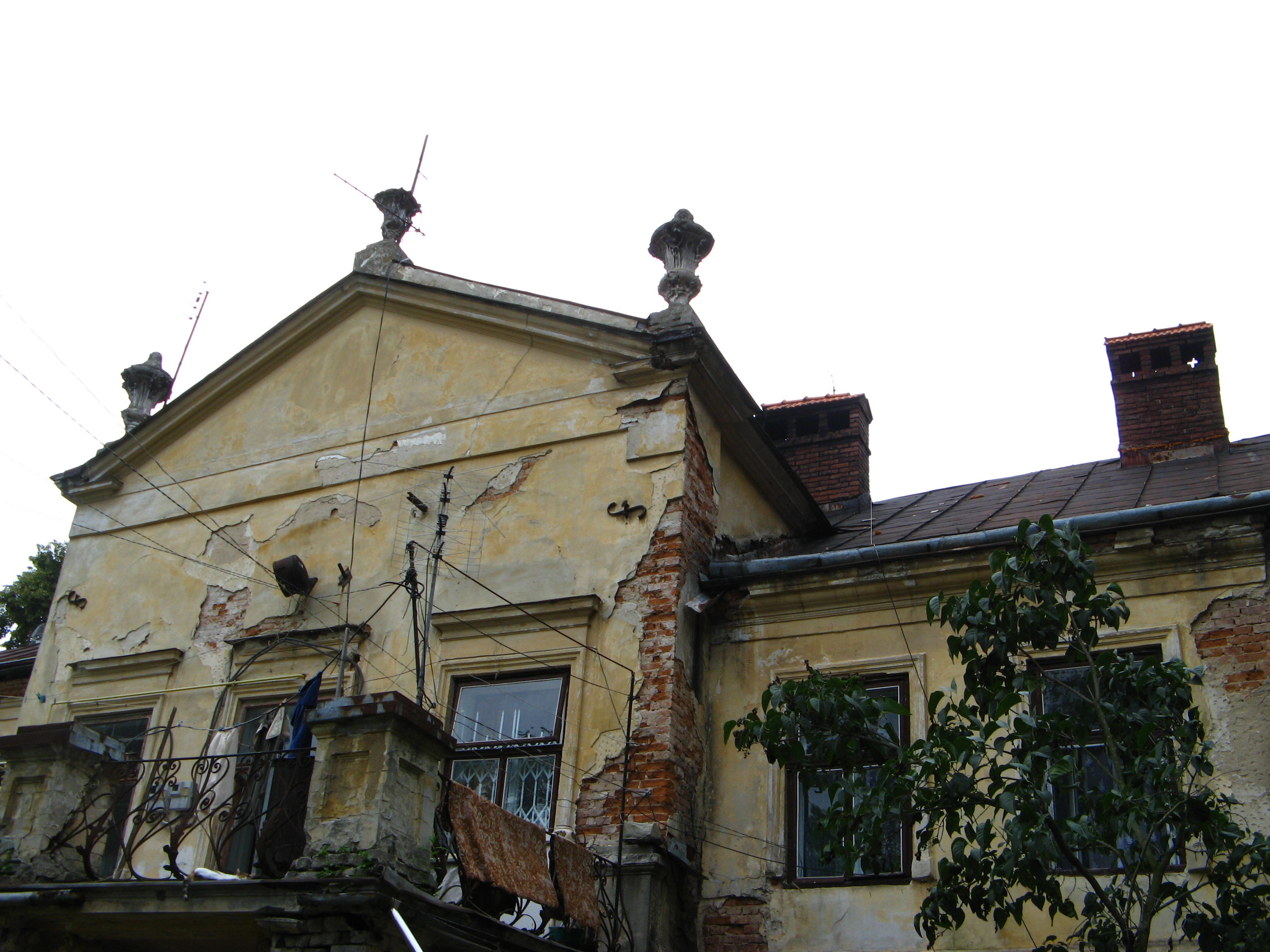
Ризаліт з декоративними кам'яними вазами
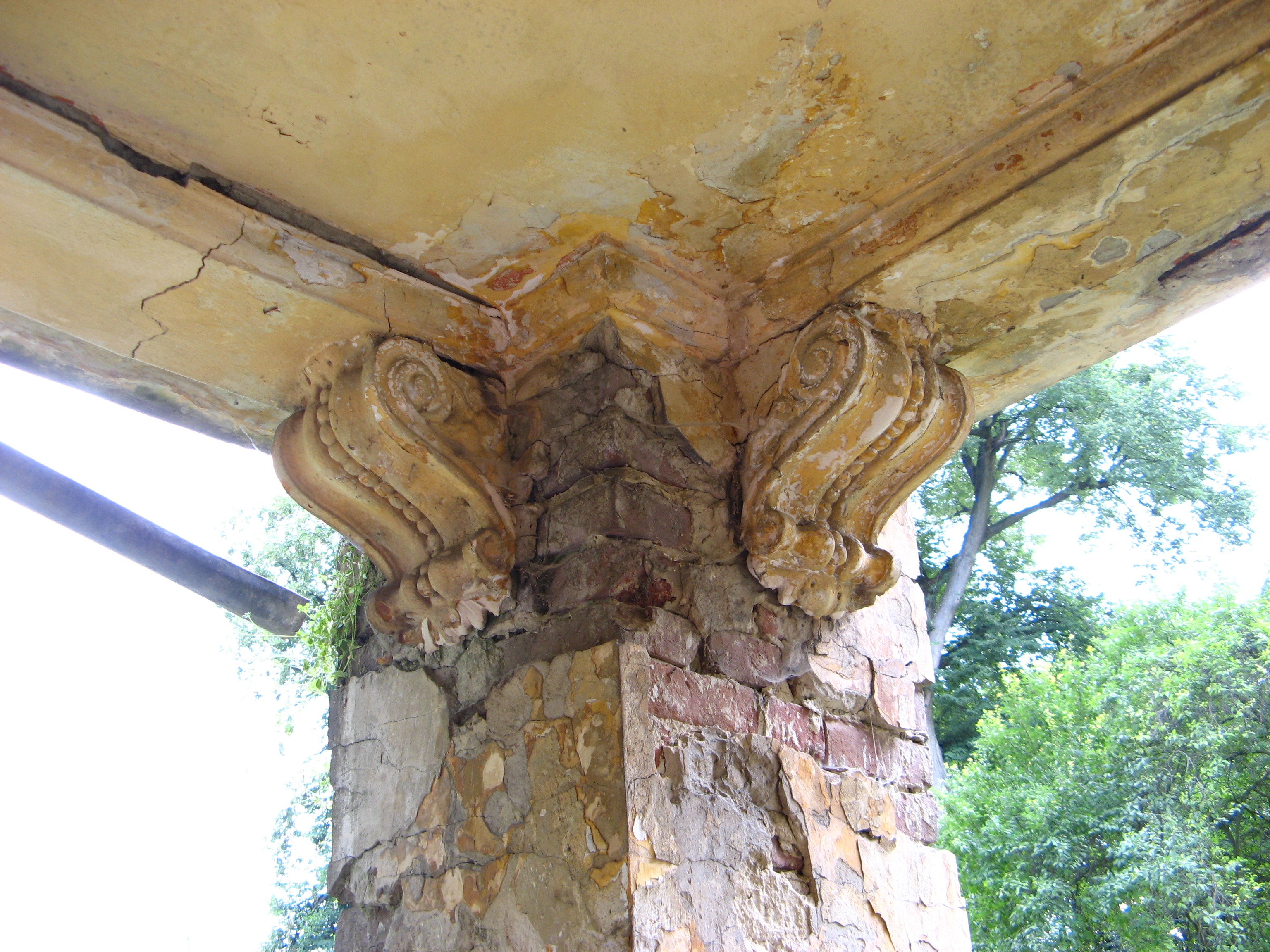
Фрагмент ліпнини над головним входом
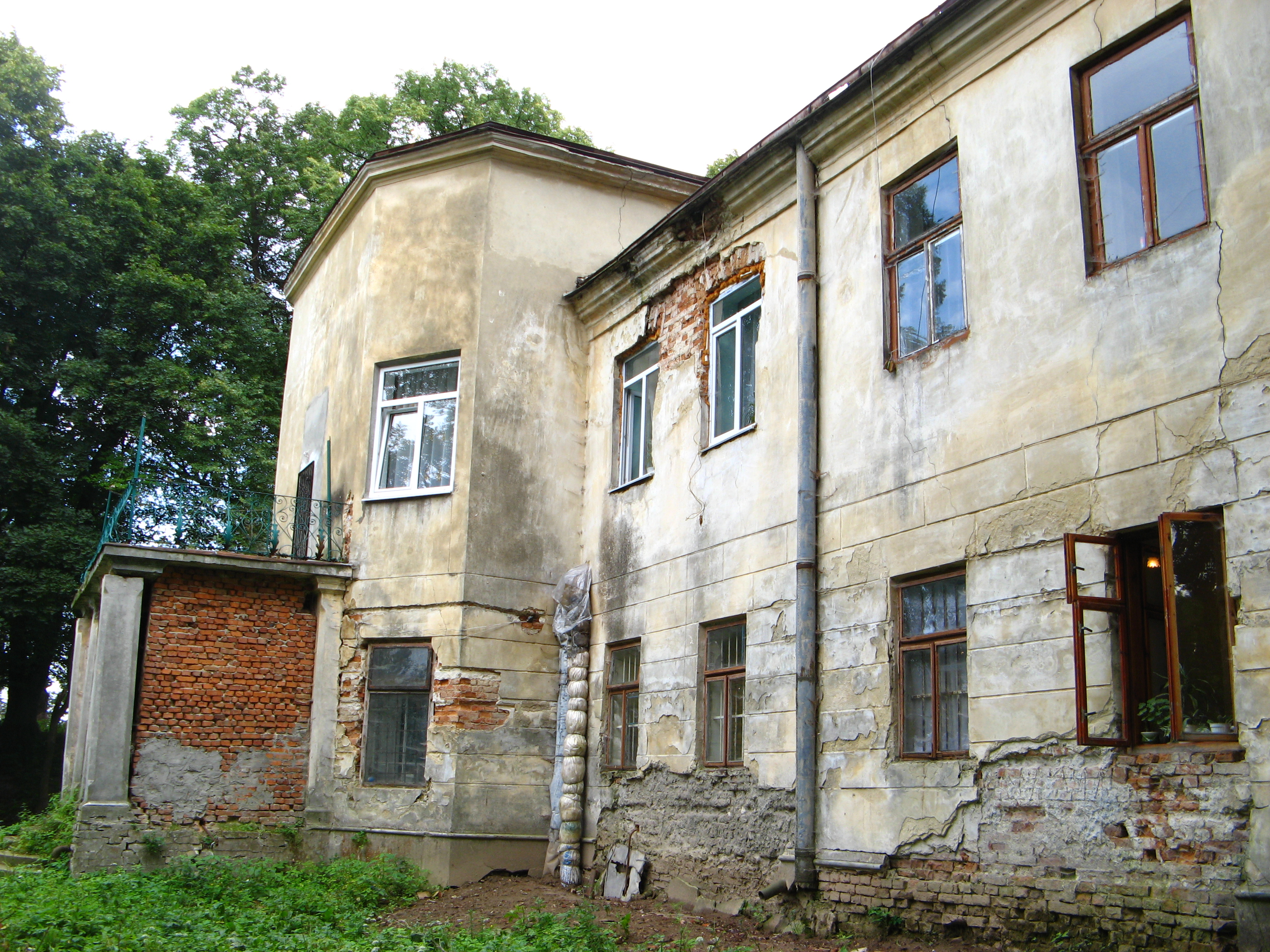
Північний фасад палацу
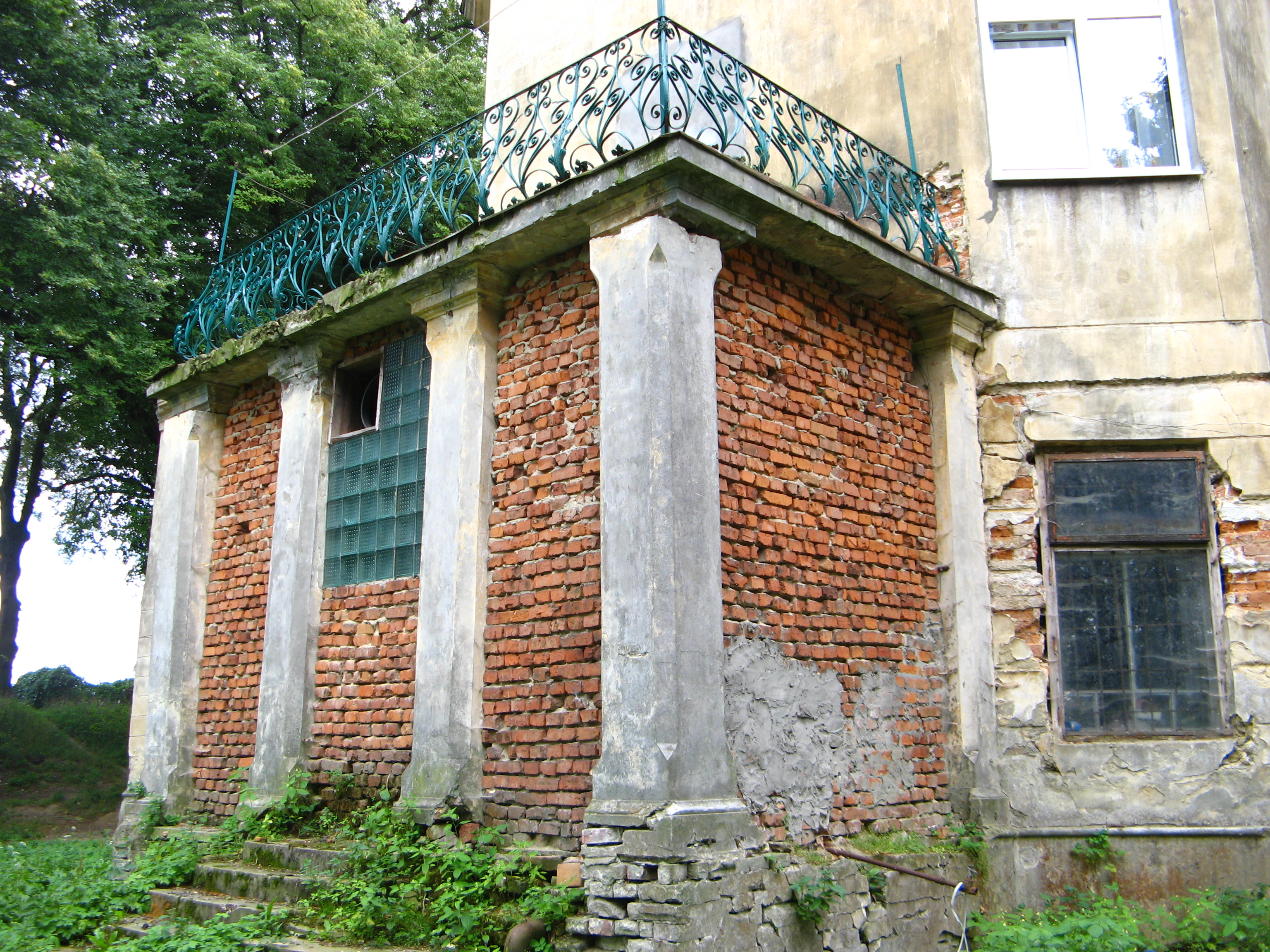
Вхід до палацу з боку парку (з півночі)
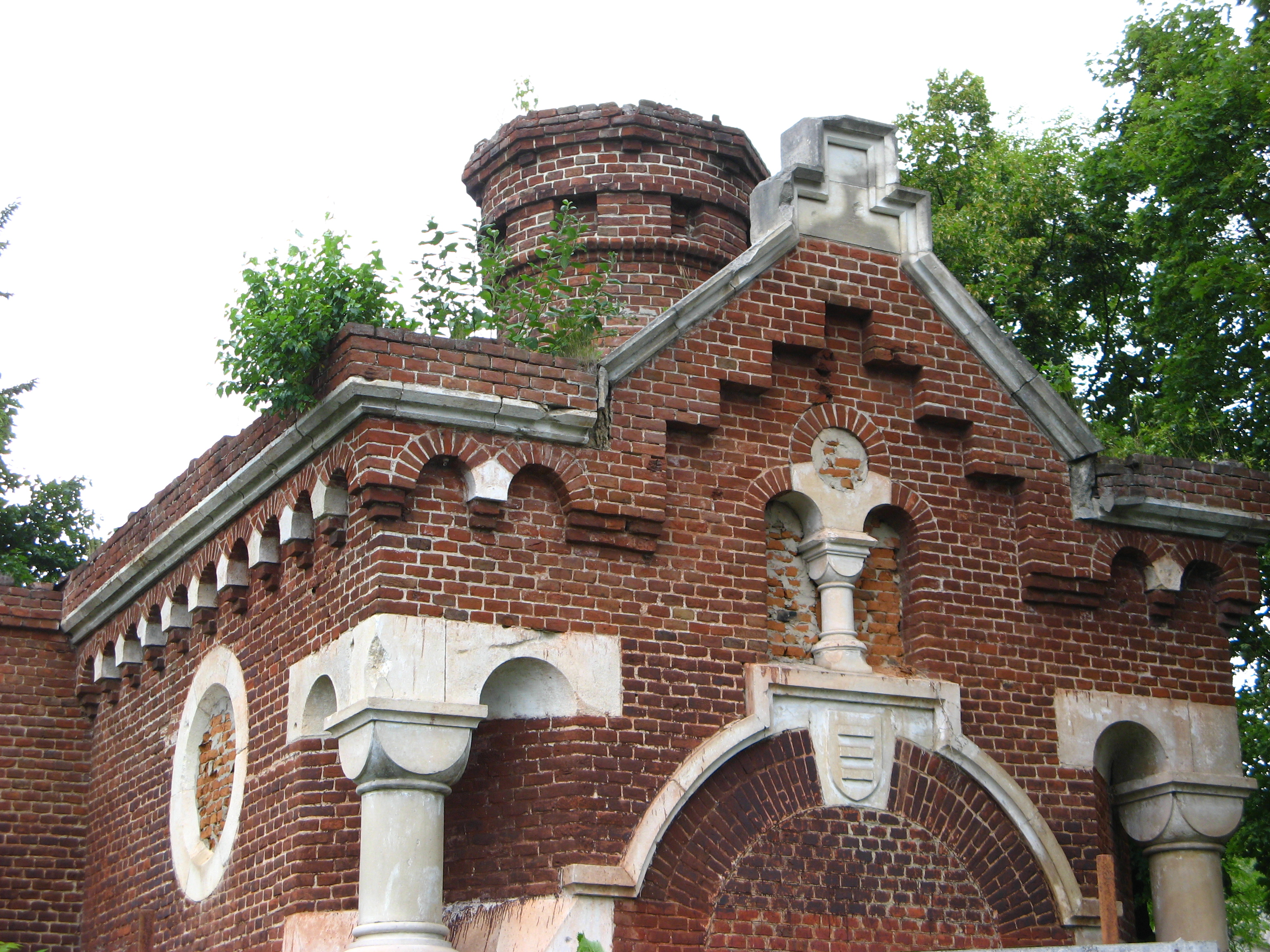
Палацова капличка
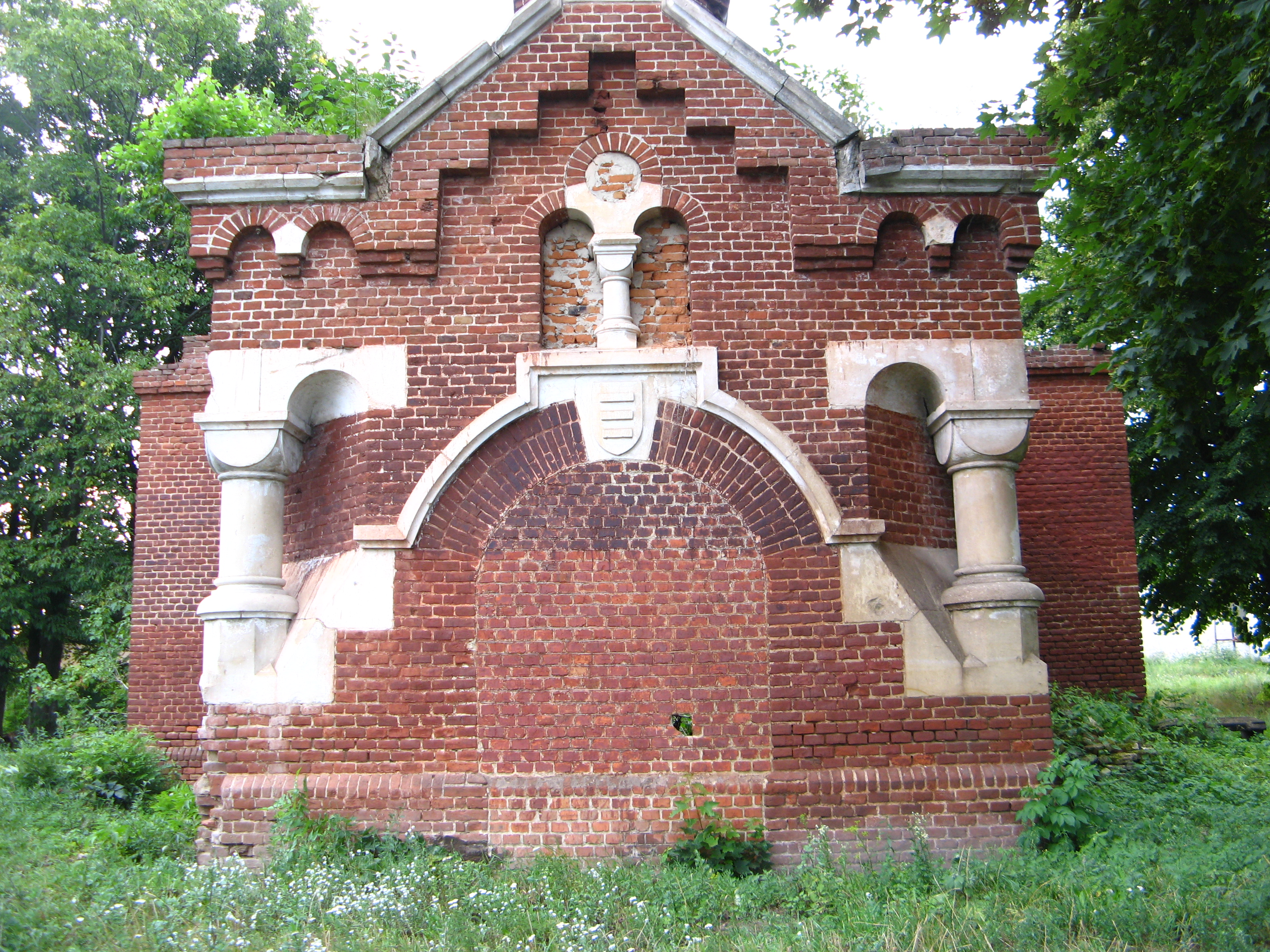
Палацова капличка